# Piazza del Duomo (Catane)
Pour les articles homonymes, voir Piazza del Duomo.
La Piazza del Duomo  est la principale place de la ville de Catane, en Sicile.
Réservée aux piétons depuis quelques années, elle comprend trois voies, à savoir via Etnea, la rue principale historique de Catane, Via Garibaldi et de la Via Vittorio Emanuele, qui traverse d'est en ouest. Sur le côté oriental de la place se trouve la Cathédrale Sant'Agata, vierge et martyre, patronne de la ville de Catane.
Sur le côté nord se trouve le palais des Éléphants, aujourd'hui la mairie de la ville et en face de lui, le palais du Séminaire des Clercs qui est relié à la Cathédrale par un passage. Celui-ci, ainsi que la porte de Charles V, est l'un des seuls tronçons restant des murs de la ville.
Au centre de la place se trouve ce qui est le symbole de Catane, à savoir la fontaine de l'éléphant, une statue en pierre de lave représentant un éléphant, surmontée d'un obélisque au centre d'une fontaine en marbre.

## Sources
- (it) Cet article est partiellement ou en totalité issu de l’article de Wikipédia en italien intitulé « Piazza del Duomo (Catania) » (voir la liste des auteurs).